# Блінова Олена Данилівна
Олена Данилівна Блінова (1902—1990) — бригадир-овочівник радгоспу «Донський» Семикаракорського району, Герой Соціалістичної Праці.

## Біографія
Народилася 21 травня 1902 року на хуторі Старозолотовський Області Війська Донського, нині Костянтинівського району Ростовської області.
C 1930 року працювала в плодоовочевому радгоспі «Семикаракорський № 1». Незабаром її направили на курси, потім призначили бригадиром овочівників.
Учасник Другої світової війни. Записалася добровольцем у народне ополчення, потім була санітаркою 370-го окремого медсанбату 2-ї гвардійської стрілецької дивізії (згодом — знаменитої 2-ї Гвардійської мотострілецької Таманської дивізії). Потрапила в полон, разом з полоненими чоловіками втекла з-за колючого дроту. Дійшла до своїх і знову встала в армійський стрій, боролася до перемоги.
Після війни повернулася у рідний радгосп, потім працювала бригадиром овочівників радгоспу «Донський» Семикаракорського району Ростовської області. Очолила рух за одержання високих врожаїв овочів, досягала високих результатів, за що була нагороджена першим орденом Леніна.
Член КПРС, була делегатом XXIII з'їзду КПРС.
Померла у 1990 році. Похована на цвинтарі м. Семикаракорська.

## Нагороди
- Герой Соціалістичної Праці (Указ Президії Верховної Ради СРСР від 30 квітня 1966 року за успіхи, досягнуті в збільшенні виробництва і заготівель овочів).
- Нагороджена двома орденами Леніна (1960 — за вирощування високого врожаю овочів і 1966); орденом Червоної Зірки, а також двома медалями «За бойові заслуги», медалями «За взяття Кенігсберга», «За оборону Кавказу», «За перемогу над Німеччиною у Великій Вітчизняній війні 1941-1945 рр..», «За доблесну працю».

## Пам'ять
У 1973 році обкомом КПРС, облвиконкомом і облрадпрофом був установлений перехідний приз імені Героя Соціалістичної Праці Олени Блінової для переможця обласного змагання серед колективів овочівницьких бригад колгоспів і радгоспів Ростовської області.